# Parc de la Ciutadella

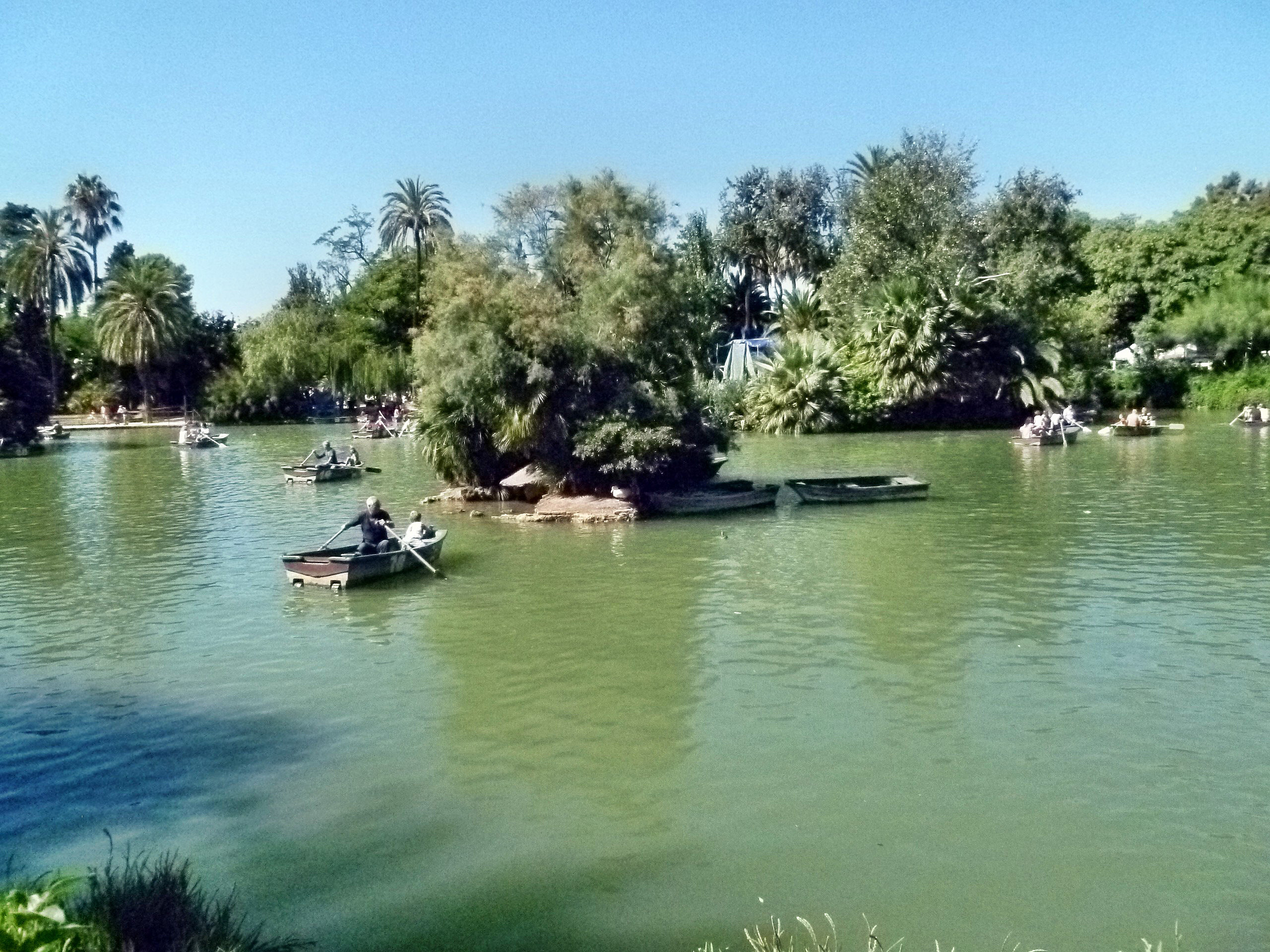
Het centrale meer

Het Parc de la Ciutadella is het grootste park van Barcelona en populair onder de bewoners van de stad. Het dateert uit 1888 en herbergt een monumentale waterval, een vijver en een romantische tuin in Engelse stijl, omringd door twee met bomen omzoomde boulevards. Op het terrein bevinden zich ook verscheidene musea en de dierentuin van Barcelona.

## Geschiedenis
Het Parc de la Ciutadella heeft een lange geschiedenis. Oorspronkelijk was het een citadel, ontworpen in de vorm van een ster door George Prosper Verboom, voor de toenmalige koning Felipe V. Ze werd gebouwd in 1715-1719 na het beleg van Barcelona tijdens de Spaanse Successieoorlog. Ten tijde van Napoleon was het fort een gevangenis.
In 1888 werd het park gebruikt voor de Wereldtentoonstelling. In die periode zijn vele gebouwen in het park gebouwd. De tuinen en de fonteinen werden al eerder ontworpen door onder andere Antoni Gaudí.

## Beschrijving
Het Parc de la Ciutadella in de wijk El Born ligt op 15 minuten lopen vanaf de Barri Gòtic. Het is een oase van rust in het midden van de stad, met groen, paden en speelplaatsen voor kinderen.
Het is 30 hectare groot en de tuinen zijn ontworpen door de Franse landschapsarchitect Jean Forestier. Ze liggen rond een aantal fonteinen die mede ontworpen zijn door Antoni Gaudí.
Aan de oorspronkelijke ingang staat de Arc de Triomf. Aangezien die ingang is vervallen, bevindt de echte ingang zich een paar honderd meter verderop. Aan de linkerkant staat het standbeeld van de Romeinse god van de "boodschappen". Aan de rechterkant staat Venus, op haar schouder zit Cupido. In het park zelf bevindt zich een meertje, maar ook de cascadefontein met gevleugelde paarden en slangenstaarten. De hoofdingang van de wereldtentoonstelling van 1888, die plaatsvond in het Parc de la Ciutadella, is ontworpen door Josep Vilaseca i Casanovas. Hij is in de Mudéjarstijl opgetrokken uit baksteen met emblemen van ambachten, industrie en handel.
In het Parc de la Ciutadella bevinden zich niet alleen tuinen en kassen maar ook het Catalaanse Parlement, de nationale dierentuin, het Museu d'Art Modern, de Arc del Triomf en de Homenatge de Picasso, een glazen kubus midden in een vijver.

## Attracties
- Bij mooi weer zijn er groepen trommelaars te vinden.
- In de buurt van het park wordt de markt Santa Caterina gehouden.
- Het middelpunt van het park is het grote meer waar men een roeiboot kan huren.
- Aan de ingang staat het museum van de zoölogie.
- Naast het zoölogiemuseum staat het museum van de geologie.